# Nyssiodes
Nyssiodes là một chi bướm đêm thuộc họ Geometridae.

## Các loài
- Nyssiodes koreanus Kemal & Kocak, 2004 (=Nyssiodes ochraceus Kim & Shin, 1995)
- Nyssiodes lefuarius (Erschoff, 1872)
- Nyssiodes ochraceus Wehrli, 1923
- Nyssiodes rhodopolitis Wehrli, 1939